# 101461 Dunedin
101461 Dunedin è un asteroide della fascia principale. Scoperto nel 1998, presenta un'orbita caratterizzata da un semiasse maggiore pari a 2,3873038 au e da un'eccentricità di 0,1654578, inclinata di 6,89704° rispetto all'eclittica.
L'asteroide è dedicato all'omonima città neozelandese.